# Carotă

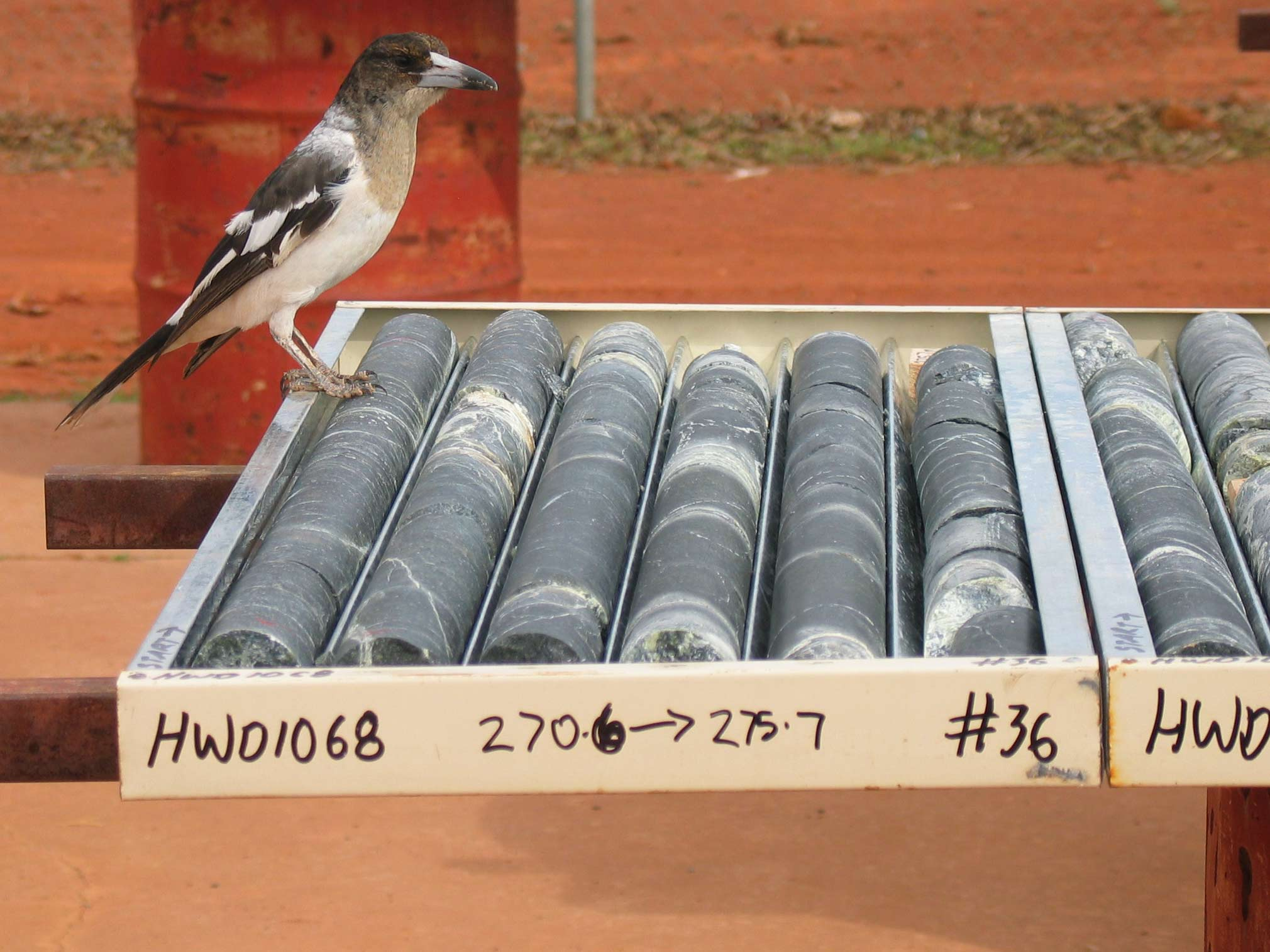
Lădițe din tablă în care sunt depozitate carote extrase în cadrul forajului geologic

Carota reprezintă un eșantion cilindric de material luat din betonul de fundație al unei șosele, pentru a-i verifica proprietățile fizice și mecanice ale acestuia în laborator.